# DV-Freimachung

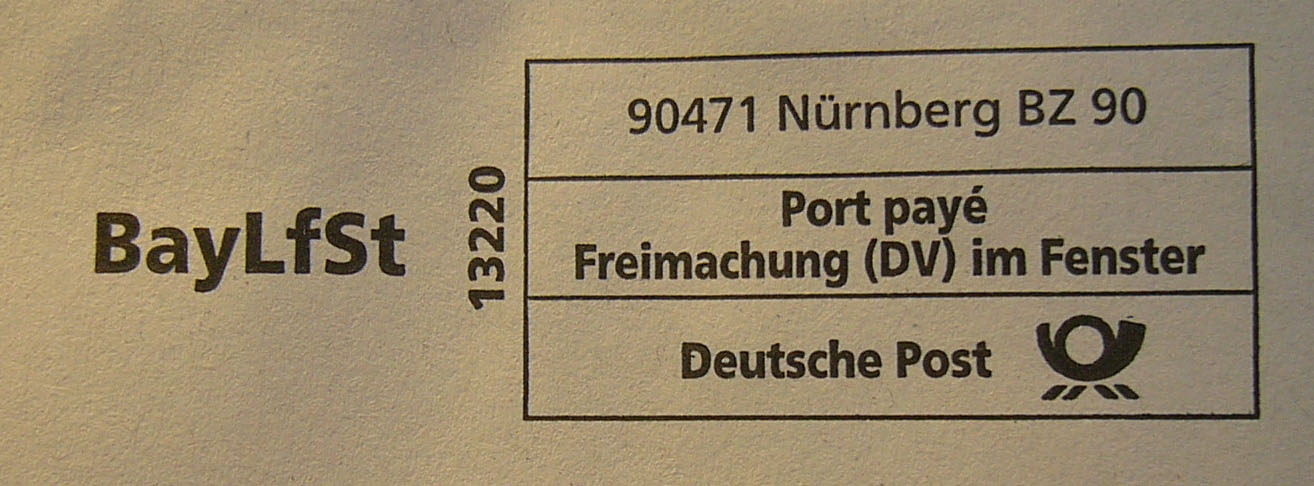
Hinweis auf dem Kuvert für die Beförderung mit der DPAG (rechts)

DV-Freimachung (Daten-Verarbeitung-Freimachung) ist eine Möglichkeit zur elektronischen Entrichtung von Postentgelten für Großkunden.

## Varianten
Mit der digitalen Freimachung werden gleichzeitig alle Einlieferungsunterlagen, die Entgeltabrechnung und der Versandplan elektronisch erstellt. Weil die Deutsche Post AG (DPAG) mit den DV-freigemachten Briefen den geringsten Aufwand hat, kann mit dieser Methode der höchste Nachlass auf das Porto erzielt werden.

### Informationszeile

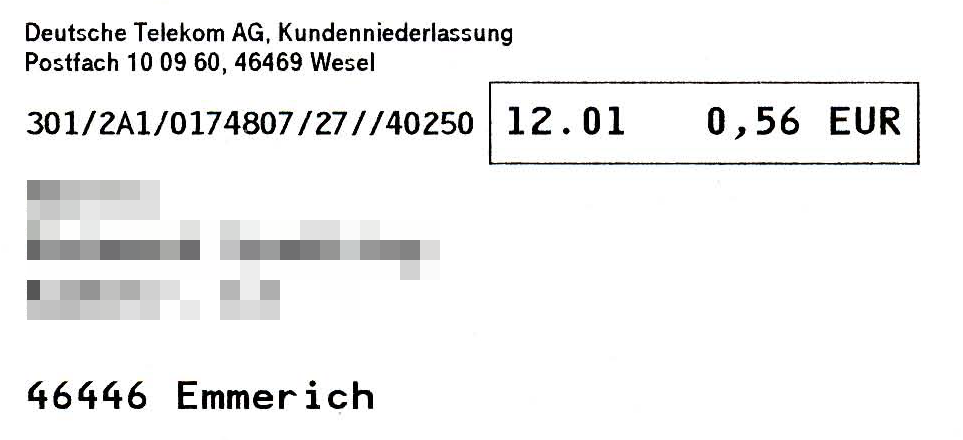
DV-Freimachung im Adressfenster, Dezember 2001

Die DV-Freimachungszeile wird mit in das Adressfenster des Briefes gedruckt. Im Bereich der Deutschen Post gibt es für Ort, Größe und Bestandteile der DV-Freimachungszeile exakte Vorgaben. Für Neukunden der DV-Freimachung ist die Verwendung des DataMatrix-Codes zwingend. Die DV-Freimachung wird durch die Buchstaben „DV“ gekennzeichnet, enthält den Absendemonat und das Absendejahr sowie eine eindeutige Sendungsnummer. Die DV-Freimachung kann mit Premiumadress und Zusatzleistungen wie Einschreiben kombiniert werden, wobei die für die Zusatzleistung erforderlichen Daten dann nicht mehr als Strichcode benötigt werden, sondern in den DataMatrix-Code integriert werden können.
Andere Zustelldienste können sich davon unterscheiden.

### Vorteile der DV-Freimachung
Da die DV-Freimachung auf den Brief gedruckt wird, werden mehrere Arbeitsschritte eingespart. Im Gegensatz zur Frankiermaschine, bei der der Anwender im Voraus Porto kaufen muss, das dann nach und nach heruntergedruckt wird, wird bei Nutzung der DV-Freimachung von der DPAG das Porto erst nach dem Versand abgebucht.
Abschreibung, Servicegebühren und teilweise sehr erhebliche Verbrauchsmaterialkosten (Tinte) für die Frankiermaschine werden eingespart.

### Realisierung einer DV-Freimachung
An der DV-Freimachung der DPAG kann nur teilnehmen, wer eine gesonderte DV-Freimachungs-Vereinbarung abgeschlossen hat. Liegt diese vor, kann die DV-Freimachung mit spezieller Software realisiert werden. Die DPAG hat zu diesem Zweck vier Software-Unternehmen mit einer generellen Zertifizierung für ihre Lösung ausgezeichnet. Diese werden von der DPAG empfohlen. Dennoch wird zusätzlich einmalig das Adressfenster pro Kunde durch einen Fachberater der DPAG zertifiziert. Danach kann die DV-Freimachung produktiv geschaltet werden.

### 2D-Barcode

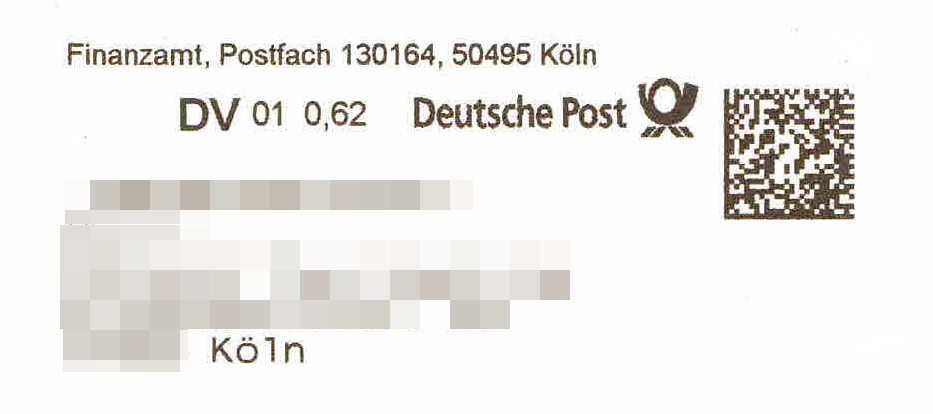
DV-Freimachung im Adressfenster mit DataMatrix-Code, Januar 2015

Das modernisierte Verfahren der DV-Freimachung erfolgt über einen DataMatrix-Code, der auf engstem Raum alle notwendigen Informationen in dem kleinen quadratischen Aufdruck im Adressfeld rechts der Adresse enthält, neben der Empfängerangabe sind keine weiteren Aufdrucke oder Angaben notwendig.

## Alternative Postdienstleister
Die Art der elektronischen Freimachung über einen DataMatrix-Code wird zunehmend von alternativen Postdienstleistern übernommen und auch Versendern kleiner Briefmengen in veränderter Form angeboten, z. B. Internetmarke. Mit dem DataMatrix-Code besteht für den Postdienstleister die Möglichkeit, den Weg des einzelnen Briefes vom Versender bis zum Empfänger sicher zu dokumentieren (Sendungsverfolgung). Angeboten wird dies derzeit nur von alternativen Briefdienstleistern. Allerdings ist dies nur von Nutzen, wenn die eingesetzte Software-Lösung dem Kuvert auch einen Inhalt zuordnen kann. Eine Anforderung an die Software muss deshalb die Erstellung einer Stückliste zu jedem Kuvert sein. Somit ist es möglich, den Nachweis über den Versandweg eines bestimmten Schreibens zu führen.